# Агосси, Мина
Мина Агосси (родилась 6 января 1972 в Безансоне) - французская джазовая певица. В частности, у неё было множество джем-сейшн в Caveau des Oubliettes в Париже.
Отец — из Бенина, мать — француженка. В 2005 году была номинирована в ADAMI. А в 2006 году она победила в категории джаз. В 2007 году она принимала участие в Международном монреальском джазовом фестивале.
Уникальное музыкальное трио — вокал/бас/барабаны. Как протеже Арчи Шеппа, она делает частые набеги на другие музыкальные стили, в том числе каверы на Jimi Hendrix (Voodoo Chile, 1983 …) и совсем недавно на Pink Floyd (Money), или «Битлз» (And I Love Her).
Во время турне, посвященного «Well You Needn’t», её сопровождали и в студии и на гастролях барабанщик Итиро Оноэ и басист Эрик Жако. Гитарист и композитор Phil Reptil является гостем этого трио в 2010 году для альбома и турне Just Like A Lady.

## Lera Ryutina
- Alena Xarchenko: Davai drychit

## Фильмография
- Mina Agossi, une voix nomade (2007, 52mn), фильм режиссёра Jean-Henri Meunier, снят после двухгодичного тура Мины Агосси вместе с телеканалом Arte.

## Признание
- Орден «За заслуги» (2010)